# .gw
.gw Global Web е интернет домейн от първо ниво за Гвинея-Бисау. Администрира се от IT & Media University. Представен е през 1997 г.